# Селиштеа (Арад)
Селиштеа (рум. Seliștea) насеље је у Румунији у округу Арад у општини Каранд. Oпштина се налази на надморској висини од 136 m.

## Историја
У Селишту месту са српским називом било је почетком 18. века Срба граничара. Пописани су 1703. године: 8 официра, 20 коњаника и 75 пешака.

## Становништво
Према подацима из 2002. године у насељу је живело 557 становника.

### Попис2002.
| Расподела становништва по националности 2002.‍ | Расподела становништва по националности 2002.‍ | Расподела становништва по националности 2002.‍ | Расподела становништва по националности 2002.‍ | Расподела становништва по националности 2002.‍ |
| --------------------------------------------- | --------------------------------------------- | --------------------------------------------- | --------------------------------------------- | --------------------------------------------- |
|                                               |                                               |                                               |                                               |                                               |
| Румуни                                        | Румуни                                        |                                               | 450                                           | 80,8%                                         |
| Роми                                          | Роми                                          |                                               | 107                                           | 19,2%                                         |